# باكني (كسانثي)
باكني (Πάχνη) هي مدينة في كسانثي في مقاطعة فوريا إلادا في اليونان.
يبلغ عدد سكانها حوالي 1109  نسمة.